# 斯维斯托夫卡农村居民点
斯维斯托夫卡农村居民点（俄语：Свистовское сельское поселение）是俄罗斯联邦别尔哥罗德州罗韦尼基区所属的一个农村居民点。其下辖有3个居民点，行政中心为斯维斯托夫卡。据2016年统计，该农村居民点的人口为829人。